# Juli Díocles
Juli Díocles (grec antic: Ἰούλιος Διοκλῆς, llatí: Julius Diocles) fou un poeta de l'antiga Grècia nascut a Carist (Eubea), que va escriure quatre epigrames inclosos a l'Antologia grega. El seu cognomen implica que era grec, però va obtenir la ciutadania romana, tal com es dedueix del fet que tengués nomen romà. Segurament és el mateix personatge que Sèneca cita com gramàtic sota el nom de Díocles de Carist, de manera que es tractava d'un gramàtic que també escrigué poesia. Hi ha també autors que atribueixen els epigrames al metge Díocles, que també era de Carist, però és improbable perquè altrament hom no li coneix més que obres científiques.